# Brdy
Brdy är ett skogsparti i Böhmen i Tjeckien, mellan Vltava och Beroun.
Brdy utgör en del av det böhmiska massivet och når i bergstoppen Tok 857 meter över havet. Brdy är rikt på mineral, främst järn och silver, det senare främst vid Příbram.